# Guijo de Ávila
Pour les articles homonymes, voir Guijo (homonymie) et Ávila (homonymie).
Guijo de Ávila est une commune de la province de Salamanque dans la communauté autonome de Castille-et-León en Espagne.